# Baskenland (Frankreich)

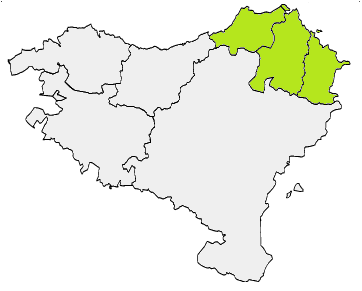
Französischer Teil des Baskenlandes (grün)

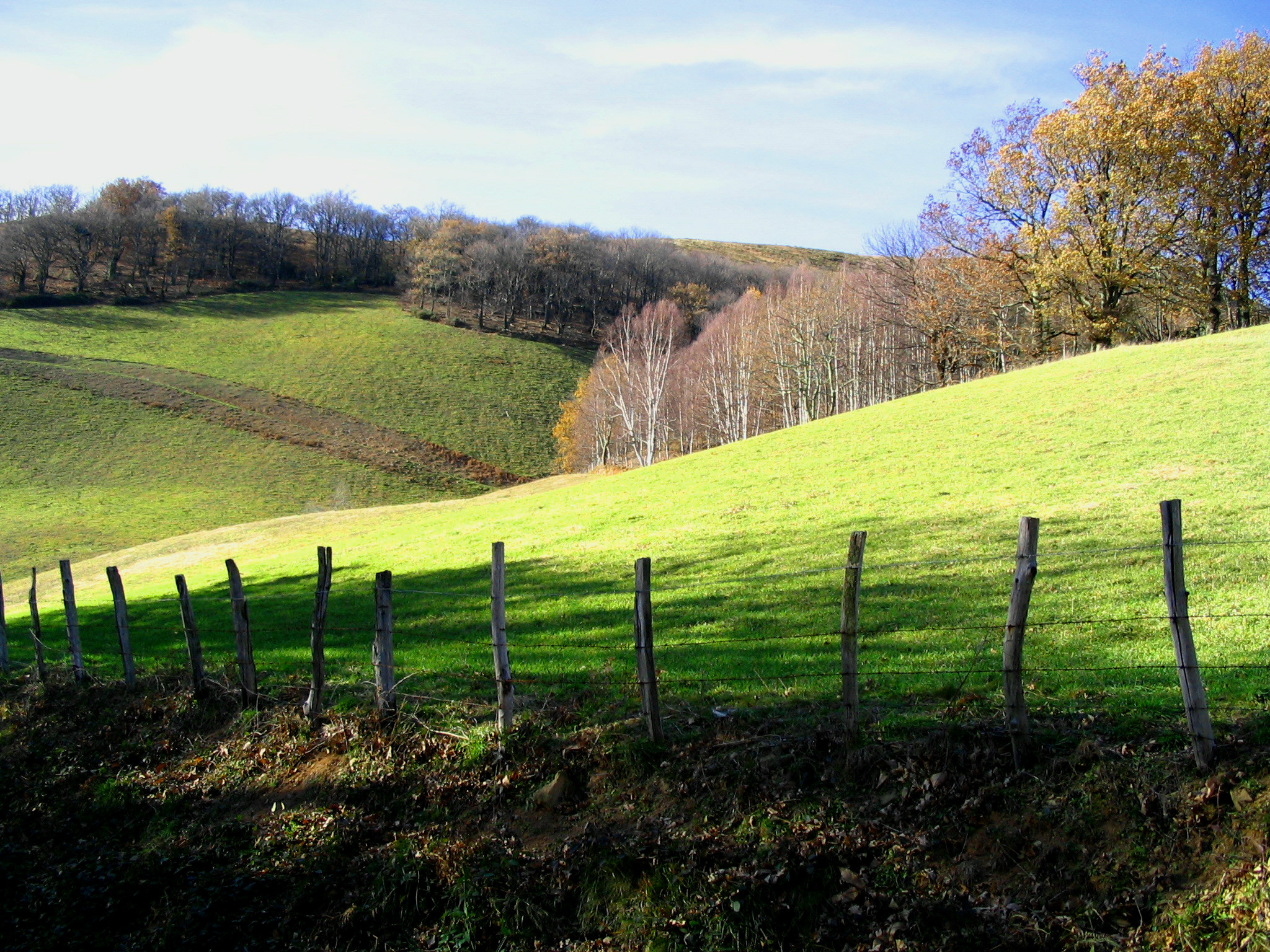
Landschaft in Niedernavarra

Der französische Teil des Baskenlandes (fr. pays basque français, baskisch Iparralde) ist das von alters her baskischsprachige Gebiet im äußersten Südwesten Frankreichs. Es umfasst drei historische Territorien:
- Labourd (baskisch Lapurdi)
- Nieder-Navarra (frz. Basse-Navarre, baskisch Nafarroa Beherea, im örtlichen Dialekt Benafarroa oder Benabarra)
- Soule (frz. auch Pays de Soule, baskisch Zuberoa, im örtlichen Dialekt Xiberoa)

Das französische Baskenland wird auf Baskisch als Ipar Euskal Herria (Nördliches Baskenland) oder Iparralde (Nordgebiet) bezeichnet.

## Geografie

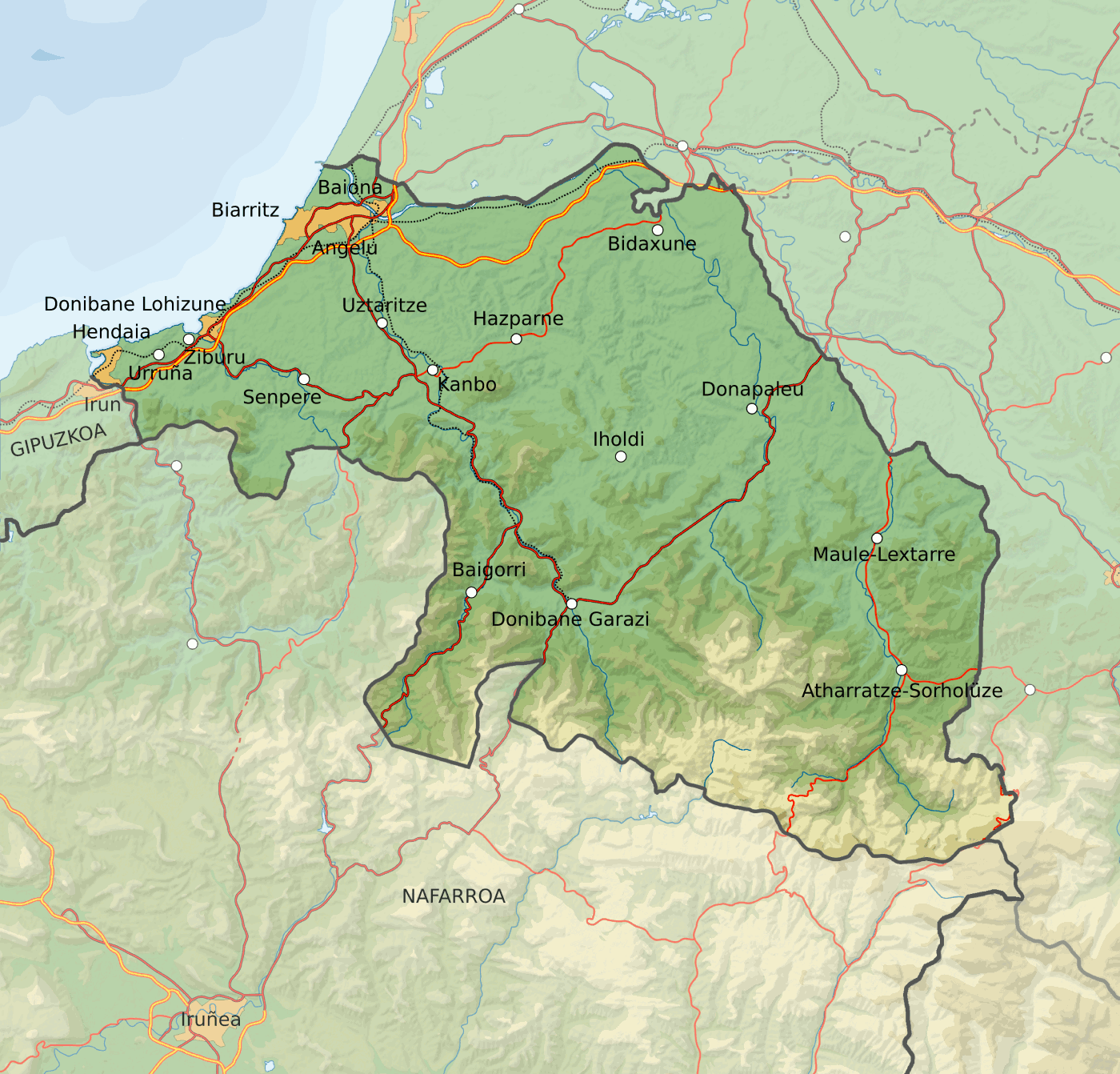
Physische Karte mit baskischen Ortsbezeichnungen

Das französische Baskenland grenzt im Süden an die spanischen Autonomen Gemeinschaften Navarra und Baskenland, im Westen an den Golf von Biskaya, im Norden an das französische Département Landes und im Osten an die historische Provinz Béarn, mit der zusammen es heute das französische Département Pyrénées-Atlantiques bildet. Dieses ist Teil der Region Nouvelle-Aquitaine (bask.: Pirinio Atlantikoak und Akitania).
Längs der Südgrenze verläuft der westlichste Teil der Pyrenäen, die hier im Westen zum Atlantik hin in niedrigeren Gebirgszügen auslaufen. Höchster Punkt des Gebietes ist der Orhi oder auch Ori (franz. Pic d'Orhy), (2.017 m), der auf der spanisch-französischen Grenze liegt und auch den Übergang von spanisch Navarra und Zuberoa markiert. Er ist auch der höchste Berg, der ganz im Baskenland liegt, aber nur der vierthöchste hinter den Grenzgipfeln (höchster Gipfel insgesamt: der Hiru Erregeen Mahaia/Mesa de los Tres Reyes, 2424 m).
Das gesamte Baskenland liegt außerhalb der zentralen Pyrenäen mit ihren Dreitausendern, die das Département im südlichen Béarn mit dem Pic Palas (2974 m, höchster Punkt von Aquitaine) noch gerade berührt.
Nach Norden hin gehen die Pyrenäen in die Ebene des südwestlichen Frankreich über, wo das Talniveau außerhalb des Gebirges nur bei bis zu 100 m über NN liegt – im Gegensatz zum weiträumig höher gelegenen spanischen Teil des Baskenlandes. Wichtigster Fluss ist die Adour, die an der Grenze zu den Landes in den Atlantik mündet.
Die einzige größere städtische Agglomeration des französischen Baskenlandes bilden die Städte Bayonne (bask. Baiona), Biarritz (bask. Miarritze oder Biarritz) und Anglet (bask. Angelu) im Nordwesten des Gebietes an Adour-Mündung und Biskaya, die zusammen knapp über 100.000 Einwohner haben. Weitere bedeutende Orte an der Küste sind Saint-Jean-de-Luz (bask. Donibane Lohizune) und die Grenzstadt Hendaye (bask. Hendaia). Das Landesinnere ist hingegen weitgehend ländlich geprägt.

## Geschichte
Bis zur Französischen Revolution besaßen die drei baskischen Territorien ebenso wie die übrigen historischen Provinzen Frankreichs jeweils eigenständige politische Institutionen. 1790 wurden die historischen Provinzen aufgelöst, und das französische Baskenland wurde mit dem benachbarten Béarn zu einem Département vereinigt, das zunächst den Namen Département Basses-Pyrénées trug und heute Département Pyrénées-Atlantiques heißt. Die Namen der historischen Territorien (baskisch herrialdes) werden jedoch von baskischer Seite weiterhin verwendet, und sie werden als drei der insgesamt sieben Territorien des Baskenlandes im historischen und kulturellen Sinne betrachtet.

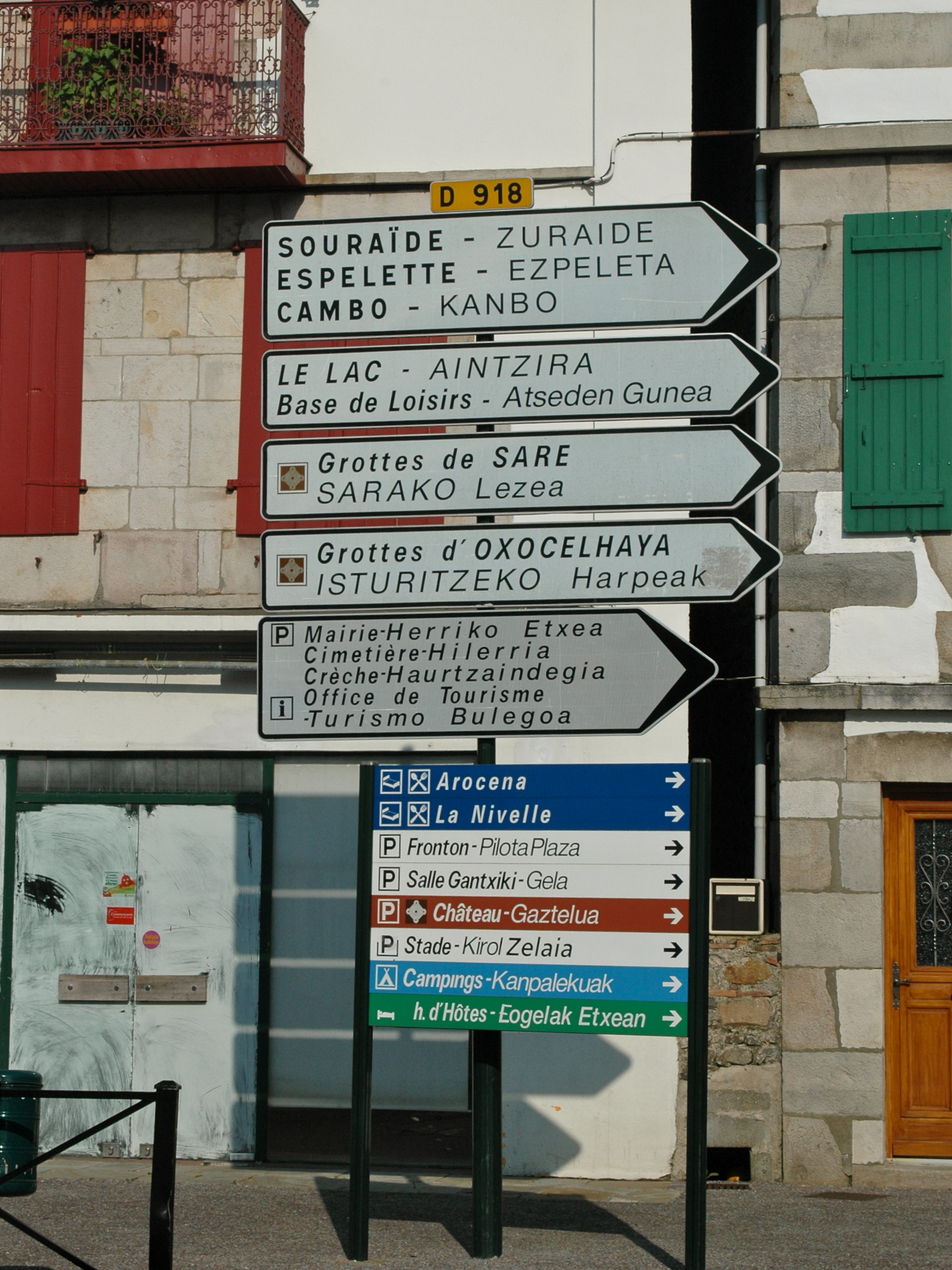
Zweisprachige amtliche Wegweiser im französischen Baskenland – vor 20 Jahren noch undenkbar

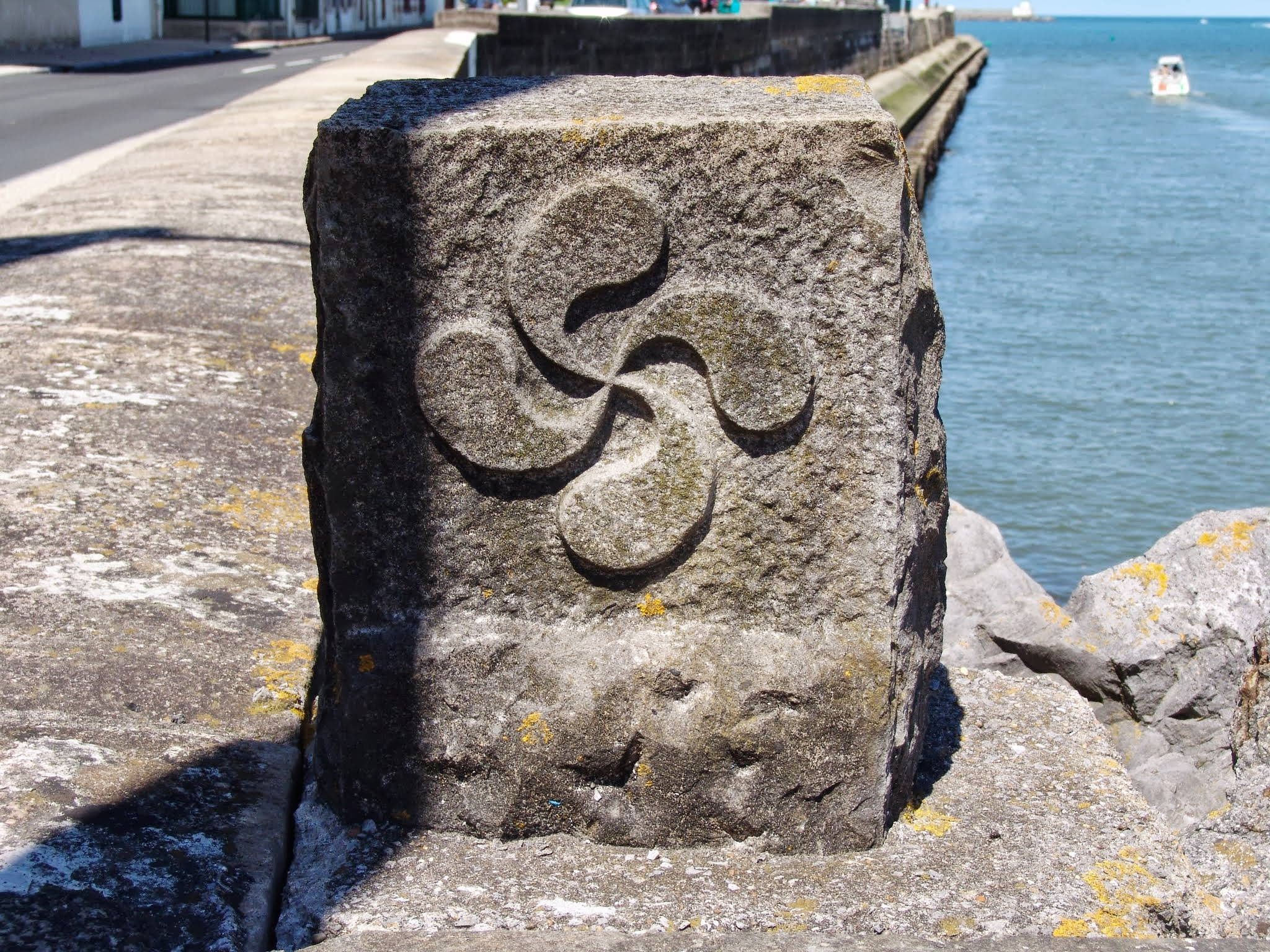
Baskenkreuz

## Politik
Die regionalistische/nationalistische baskische Bewegung in Frankreich setzt sich in erster Linie für ein eigenes baskisches Département ein, auch wenn im kulturellen Bereich die Zusammenarbeit mit dem Béarn und den übrigen dem okzitanischen Sprachgebiet zugehörigen Teilen der Region Aquitaine und des Langue d'oc gut funktioniert.
Am 29. Januar 1997 erkannte der Präfekt der Pyrénées-Atlantiques durch arrêté préfectoral ein "Pays Basque" an, dessen 2.967 km² großes Territorium ungefähr die von Basken bewohnten Bereiche des Departements umschließt.
Ein pays nach dem als loi Pasqua bekannten Gesetz von 1995 ist ein regionaler Entwicklungsverband unterhalb der Départementsebene und neben der traditionellen Einteilung in Arrondissements und Kantone.

## Persönlichkeiten aus dem Französischen Baskenland
- Michèle Alliot-Marie, erste frz. Verteidigungs- und Außenministerin (Rücktritt 27. Februar 2011), letzte Vorsitzende des RPR, sechsfach Abgeordnete des 6. Wahlkreises der Pyr.-Atl. (bis Abwahl 2012)
- André Béhotéguy, französischer Rugby-Union-Spieler
- Jean Borotra, französischer Tennisspieler und Politiker
- Antoine Thomson d’Abbadie, französischer Forschungsreisender
- Armand David, französischer Naturforscher
- Didier Deschamps, französischer Fußballspieler
- Pierre Etchebaster, französischer Real-Tennis-Champion
- Roger Etchegaray, französischer Kardinal
- Bernard Etxepare, navarresischer Schriftsteller
- Léopold Eyharts, französischer Raumfahrer
- Imanol Harinordoquy, französischer Rugby-Union-Spieler
- Bixente Lizarazu, französischer Fußballspieler
- Maurice Ravel, französischer Komponist